# Kilian Le Blouch
Kilian Le Blouch (Clamart, 7 de outubro de 1989) é um judoca francês, campeão olímpico.

## Carreira
Le Blouch esteve nos Jogos Olímpicos de Verão de 2020 em Tóquio, onde conquistou a medalha de ouro no confronto por equipes mistas como representante da França, conjunto de judocas que derrotou o time japonês.